# Мусолітін Микола Володимирович
Мико́ла Володи́мирович Мусолі́тін (нар. 21 січня 1999) — український футболіст, півзахисник.
Чемпіон світу молодіжного чемпіонату світу 2019 у складі  збірної України U-20.

## Кар'єра гравця
Вихованець СДЮШОР «Чорноморець». З липня 2015 року тренувався з основною командою «моряків», але виступав переважно в «Чорноморці» U-21. Тим не менше встиг дебютувати в українській Прем'єр-лізі, сталося це 1 жовтня 2016 року в матчі між одеською командою та командою «Сталь» із Кам'янського.
У 2019 році у складі збірної України U-20 став чемпіоном світу на чемпіонаті, що проходив у Польщі. Саме на цьому турнірі його побачили скаути ґданської “Лехії”. За польську команду виступав з 2021 року.

## Родина
Микола Мусолітін походить із відомої футбольної династії. Ще дідусь молодого гравця був професійним футболістом і в 60-х роках XX століття виступав у «Чорноморці-2». Батько Миколи, Володимир Мусолітін із 1995 по 1997 рік виступав у складі головної команди одеситів, а зараз працює тренером у молодіжній академії клубу. Також тренував колективи у молодіжній академії клубу.

## Нагороди
- Орден «За заслуги» III ст. (2019)[6]